# Nelson Demarco
Nelson Walter Demarco Riccardi, (Montevidéu, 6 de fevereiro de 1925 - Montevidéu, 21 de julho de 2009) foi um basquetebolista uruguaio que conquistou duas Medalhas de Bronze disputadas nos XV Jogos Olímpicos de Verão em 1952 e XVI Jogos Olímpicos de Verão, em Helsínquia e Melbourne respectivamente.